# الصرم (العرش)

تعديل مصدري - تعديل

حارة الصرم هي إحدى حارات مدينة ملاح أحد مدن محافظة البيضاء، بلغ تعداد سكانها 537 نسمة حسب تعداد اليمن لعام 2004.